# Streptostachys
Streptostachys es un género de plantas herbáceas de la familia de las gramíneas o poáceas. Es originario del norte de Sudamérica. Comprende 8 especies descritas y de estas, solo 6 aceptadas.

## Taxonomía
El género fue descrito por Nicaise Augustin Desvaux y publicado en Nouveau Bulletin des Sciences, publié par la Société Philomatique de Paris 2: 190. 1810. La especie tipo es: Streptostachys asperifolia

## Especies aceptadas
A continuación se brinda un listado de las especies del género Streptostachys aceptadas hasta noviembre de 2014, ordenadas alfabéticamente. Para cada una se indica el nombre binomial seguido del autor, abreviado según las convenciones y usos.
- Streptostachys acuminata
- Streptostachys asperifolia
- Streptostachys macrantha
- Streptostachys ramosa
- Streptostachys rigidifolia
- Streptostachys robusta